# Gimnastică la Jocurile Olimpice de vară din 2024 - Sărituri masculin
Proba masculină de gimnastică sărituri de la Jocurile Olimpice de vară din 2024 a avut loc în perioada 27 iulie-4 august 2024 la Palatul Sporturilor din Paris-Bercy din Paris, Franța.

## Program
Orele sunt ora Franței (UTC+1)
| Data                    | Oră   | Etapă      |
| ----------------------- | ----- | ---------- |
| Sâmbătă, 27 iulie 2024  | 11:00 | Calificări |
| Duminică, 4 august 2024 | 16:24 | Finala     |

## Rezultate

### Calificări
Rezultate calificări.
| Loc | Gimnast                | Săritura 1  | Săritura 1 | Săritura 1 | Săritura 1 | Săritura 2  | Săritura 2 | Săritura 2 | Săritura 2 | Total  | Rezultate |
| Loc | Gimnast                | Dificultate | Execuție   | Penalizare | Scor 1     | Dificultate | Execuție   | Penalizare | Scor 2     | Total  | Rezultate |
| --- | ---------------------- | ----------- | ---------- | ---------- | ---------- | ----------- | ---------- | ---------- | ---------- | ------ | --------- |
| 1   | Nazar Chepurnyi (UKR)  | 5,6         | 9,266      |            | 14,866     | 5,6         | 9,200      |            | 14,800     | 14,833 | C         |
| 2   | Harry Hepworth (GBR)   | 5,6         | 9,033      |            | 14,633     | 5,6         | 9,300      |            | 14,900     | 14,766 | C         |
| 3   | Aurel Benović (CRO)    | 5,6         | 8,966      |            | 14,566     | 5,6         | 9,300      |            | 14,900     | 14,733 | C         |
| 4   | Igor Radivilov (UKR)   | 5,6         | 9,300      |            | 14,900     | 5,6         | 8,900      |            | 14,500     | 14,700 | C         |
| 5   | Jake Jarman (GBR)      | 6,0         | 9,266      | 0,100      | 15,166     | 5,6         | 8,633      |            | 14,233     | 14,699 | C         |
| 6   | Carlos Yulo (PHI)      | 5,6         | 9,300      | 0,100      | 14,800     | 5,6         | 8,966      |            | 14,566     | 14,683 | C         |
| 7   | Artur Davtyan (ARM)    | 5,6         | 9,033      | 0,100      | 14,533     | 5,6         | 9,200      |            | 14,800     | 14,666 | C         |
| 8   | Mahdi Olfati (IRI)     | 5,6         | 9,066      |            | 14,666     | 5,6         | 8,900      |            | 14,500     | 14,583 | C         |
| 9   | Asher Hong (USA)       | 6,0         | 8,800      | 0,100      | 14,700     | 5,6         | 8,933      | 0,100      | 14,433     | 14,566 | Rezerva 1 |
| 10  | Adem Asil (TUR)        | 6,0         | 9,266      |            | 15,266     | 5,6         | 8,100      |            | 13,700     | 14,483 | Rezerva 2 |
| 11  | Lee Jun-ho (KOR)       | 5,6         | 8,933      |            | 14,533     | 5,6         | 8,933      | 0,300      | 14,233     | 14,383 | Rezerva 3 |
| 12  | Wataru Tanigawa (JPN)  | 5,2         | 9,100      |            | 14,300     | 5,6         | 8,500      |            | 14,100     | 14,200 | –         |
| 13  | Casimir Schmidt (NED)  | 5,6         | 8,600      |            | 13,900     | 5,6         | 8,800      |            | 14,400     | 14,150 | –         |
| 14  | Shek Wai Hung (HKG)    | 6,0         | 7,966      | 0,300      | 13,666     | 5,6         | 8,933      |            | 14,533     | 14,099 | –         |
| 15  | Kevin Penev (BUL)      | 5,4         | 8,900      | 0,300      | 14,000     | 5,2         | 8,900      | 0,100      | 14,000     | 14,000 | –         |
| 16  | Audrys Nin Reyes (DOM) | 5,6         | 9,166      |            | 14,766     | 5,6         | 7,900      | 0,300      | 13,200     | 13,983 | –         |
| 17  | Rayderley Zapata (ESP) | 5,6         | 8,700      |            | 14,300     | 5,6         | 7,866      | 0,300      | 13,166     | 13,733 | –         |
| 18  | Omar Mohamed (EGY)     | 5,2         | 7,800      | 0,300      | 12,700     | 4,8         | 7,866      | 0,300      | 12,366     | 12,533 | –         |

Rezerve
Rezervele pentru finala la sol:
1. Asher Hong (USA)
2. Adem Asil (TUR)
3. Lee Jun-ho (KOR)

### Finala
Rezultate finală.
| Loc | Gimnast               | Săritura 1  | Săritura 1 | Săritura 1 | Săritura 1 | Săritura 2  | Săritura 2 | Săritura 2 | Săritura 2 | Total  |
| Loc | Gimnast               | Dificultate | Execuție   | Penalizare | Scor 1     | Dificultate | Execuție   | Penalizare | Scor 2     | Total  |
| --- | --------------------- | ----------- | ---------- | ---------- | ---------- | ----------- | ---------- | ---------- | ---------- | ------ |
| 1   | Carlos Yulo (PHI)     | 6,0         | 9,433      |            | 15,433     | 5,6         | 9,200      |            | 14,800     | 15,116 |
| 2   | Artur Davtyan (ARM)   | 5,6         | 9,366      |            | 14,966     | 5,6         | 9,366      |            | 14,966     | 14,966 |
| 3   | Harry Hepworth (GBR)  | 5,6         | 9,233      |            | 14,833     | 5,6         | 9,466      |            | 15,066     | 14,949 |
| 4   | Jake Jarman (GBR)     | 6,0         | 9,200      | 0,100      | 15,100     | 5,6         | 9,166      |            | 14,766     | 14,933 |
| 5   | Aurel Benović (CRO)   | 5,6         | 9,400      |            | 15,000     | 5,6         | 9,200      |            | 14,800     | 14,900 |
| 6   | Nazar Chepurnyi (UKR) | 5,6         | 9,233      |            | 14,833     | 5,6         | 9,366      |            | 14,966     | 14,899 |
| 7   | Mahdi Olfati (IRI)    | 5,6         | 8,866      | 0,300      | 14,166     | 5,6         | 8,866      | 0,100      | 14,366     | 14,266 |
| 8   | Igor Radivilov (UKR)  | 5,6         | 9,300      |            | 14,900     | 5,6         | 7,933      | 0,100      | 13,433     | 14,166 |